# 森昭雄 (自転車選手)
森 昭雄（もり あきお、1961年2月6日 - ）は、大阪府出身の元自転車競技選手で、現在は、株式会社みどり製作所に所属する、自転車競技技術スタッフ（メカニシャン）。

## 来歴
大阪府立城東工業高等学校時代の1978年、全国高等学校総合体育大会自転車競技大会（インターハイ）のスクラッチ（現在の個人スプリント）で優勝。その後、マエダ工業に入社し、1980年の西日本実業団自転車競技大会の1㎞タイムトライアルにおいて、当時の同種目の日本新記録である、1分6秒27をマークした。
2012年ロンドンオリンピックでは技術スタッフとして、日本自転車競技選手団に帯同。